# Aloe distans x nobilis
Aloe distans x nobilis é uma espécie de liliopsida do gênero Aloe, pertencente à família Asphodelaceae.